# باول شميت (منافس ألعاب قوى)
باول شميت (بالألمانية: Paul Schmidt)‏ هو منافس ألعاب قوى ألماني، ولد في 9 أغسطس 1931 في Nebrowo Wielkie ‏ في بولندا.

## وصلات خارجية
- باول شميت على موقع أوليمبيديا (الإنجليزية)